# 城巴3A線
城巴3A線是香港一條港島半山區巴士路線，由城巴有限公司營運，於1935年4月1日起投入服務，來往中環（天星碼頭）及摩星嶺，途經上環、西營盤及香港大學，全程收費為$7.1。3A線現時只於星期一至五繁忙時間提供服務，以聖嘉勒女書院的師生及摩星嶺道沿線為主要服務對象。

## 歷史
1926年4月15日，香港大酒店開辦來往大會堂及摩星嶺之間的巴士服務，途經花園道、堅道、般咸道、薄扶林道及摩星嶺道，以填補原有往返淺水灣至中環之巴士路線不經西半山後原有服務的不足。新路線服務時間為每日07:30至21:30，每30分鐘一班，及在深夜加開23:15及23:30兩班車；全程收費為30￠，大學堂來往大會堂及摩星嶺收費20￠。惟一星期後，香港大酒店把該路線分拆成兩條路線，分別為皇家碼頭來往大學堂及皇家碼頭往來摩星嶺（即此路線），此路線由皇家碼頭開車時間為每日08:30至23:30，摩星嶺開車時間為每日09:00至00:00，每一小時一班；所有班次再於翌日起提早15分鐘開出。
1932年9月2日，香港政府招標承辦專利巴士服務，並在1933年1月13日宣布由中華汽車公司（中巴）投得港島區專營權。中華汽車訂於同年6月11日接掌港島區原有三間巴士服務營辦商的服務，惟沒有接辦皇家碼頭至摩星嶺路線。至1935年4月1日，中巴進行大規模路線重組，開辦來往皇家碼頭及摩星嶺的「3A」線，當中介乎中環至大學堂一段走線與當時的3號線相同。
第二次世界大戰期間，日軍在1941年12月進攻香港，此路線於同月中旬暫停服務。日軍投降後，此路線於1950年12月1日才重投服務，來往統一碼頭及摩星嶺，每天於兩邊總站開出六個固定班次，全程收費三毫。統一碼頭新巴士總站於1953年2月10日上午10時15分開放，此路線隨即遷入，同年12月10日起來回程各於中午時份增加一班車。1959年9月15日起，此路線來回程改經西營盤而不再途經西半山（堅道），並擴展至每天全日服務，班次每兩小時一班。3A線曾於六七暴動期間暫停服務，至1968年4月16日重投服務。
1972年9月11日，3A線位於中環的總站遷往位於統一碼頭旁的全新大型巴士總站。因燃油價格上漲導致經營成本急升，3A線於1974年8月24日起縮減至只於平日早上至黃昏提供服務。1981年10月28日起，因應薄扶林道巴士專線啟用，此路線新增平日07:45由摩星嶺開出的班次。1986年1月26日起，此路線中環總站遷往交易廣場。1994年12月5日起，此路線在中區的總站遷往「港景街已擴大的巴士總站」。惟僅半年時間，此路線再於1995年5月9日把中區的總站遷往交易廣場以北的中環渡輪碼頭新總站，以配合中環渡輪碼頭搬遷，同年6月20日起改為只在平日上下午繁忙時間提供服務。
中巴的專營權於1998年9月1日不獲延續，3A線於當日起由新世界第一巴士服務有限公司（新巴）接辦。2002年3月17日起，此路線往中環方向改停民吉街巴士總站，並取消統一碼頭道近海港政府大樓之分站。2010年9月21日起，因應中環及灣仔繞道和東區走廊連接路建造工程，此路線中環總站遷往天星碼頭。
因應「五天工作週」致星期六通勤人數銳減，令星期六班次客量持續偏低，新巴及運輸署在《2011－2012年度巴士路線發展計劃》中建議取消3A線星期六的服務，並在2011年6月25日實施；翌年的《2012－2013年度巴士路線發展計劃》中，則建議取消此路線由中環（天星碼頭）開出之所有下午班次（原開17:45及18:45）及17:15由摩星嶺開出之班次，並在2012年7月16日實施。在《2016－2017年度巴士路線計劃》中，新巴及運輸署指出此路線與香港島專線小巴54線重疊，使用量一直偏低，遂建議此路線改為只於上課日提供來回各一個班次，但不獲區議會通過；翌年的《2017－2018年度巴士路線計劃》中，則建議取消此路線07:45及15:15由摩星嶺開出的班次，最終只落實取消上午由摩星嶺開出班次，並在2017年10月9日實施。2018年7月27日起，新巴在此路線引入實時抵站時間查詢服務。
受2019冠狀病毒病疫情影響，3A線曾於2020年8月3日至30日、2020年12月14日至2021年1月10日，及2022年1月24日至5月2日期間暫停服務。2021年10月11日起，此路線於上課日原有07:20之班次改於07:10開出。2023年7月1日，因應城巴新巴專營權合併，此線改由城巴經營，下午班次於同年9月1日起減至兩班，開出時間為15:55及16:05。

## 服務時間及班次
3A線於星期一至五上午繁忙時間於由中環開出兩班常規班次，下午繁忙時間由摩星嶺開出兩班常規班次，星期六、日及公眾假期不設服務，列表如下：
| 中環（天星碼頭）開 | 摩星嶺開 |
| ------------------ | -------- |
| 07:10              | 15:55    |
| 07:20              | 16:05    |

## 收費
3A線全程收費為$7.1，當中回程設有由摩星嶺道往中環（天星碼頭）$6.4及西區警署往中環（天星碼頭）$5.2之單向分段收費。
3A線設有12歲以下小童及65歲或以上長者半價優惠，當中60歲－64歲香港居民、65歲或以上長者與合資格殘疾人士如以指定八達通繳付此線的車資，均可享有長者及合資格殘疾人士公共交通票價優惠計劃提供的$2票價優惠。乘客登車時需以現金或八達通卡繳付車資，不設找贖；而每位成人乘客可免費帶同最多兩名四歲以下而且不佔座位的兒童乘車。此外，乘客亦可使用指定電子支付工具繳付車資，使用此支付方式的乘客可享有與其他城巴獨營路線或聯營線城巴班次之轉乘優惠，惟不適用於與非城巴路線之轉乘優惠，乘客亦不能享有「公共交通費用補貼計劃」及「長者及合資格殘疾人士公共交通票價優惠計劃」。

## 使用車輛
現時3A線主要用車為車輛長度為10.4米的亞歷山大丹尼士Enviro 400。

## 行車路線

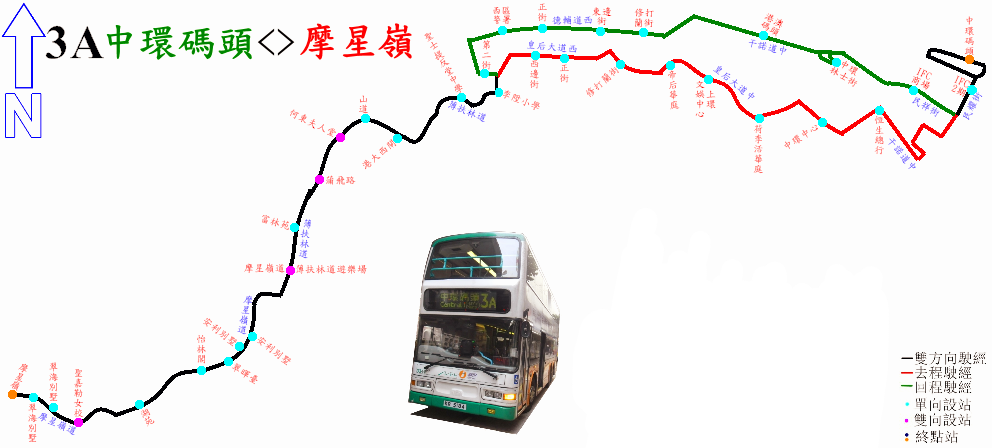
3A線的走線圖

3A線由中環（天星碼頭）開出的班次途經民光街、民耀街、港景街、干諾道中、租庇利街、皇后大道中、皇后大道西、薄扶林道及摩星嶺道前往摩星嶺；由摩星嶺開出的班次途經摩星嶺道、薄扶林道、第二街、水街、德輔道西、干諾道西、干諾道中、民吉街、統一碼頭道、民吉街巴士總站、統一碼頭道、民吉街、民祥街、民耀街及民光街前往中環（天星碼頭），具體停站請參考資訊框。

## 使用狀況
3A線沿途與香港島專線小巴54線和多條途經薄扶林道的路線重疊，加上港鐵港島綫西延通車後，來往摩星嶺人士的乘車模式出現轉變，引致使用量進一步下跌。根據《2011－2012年度巴士路線發展計劃》，3A線星期六班次最高載客率只有4%。翌年的《2012－2013年度巴士路線發展計劃》中，此路線於下午繁忙時段載客率為6－26%，平均載客率為14%，每班車只有16人次，部分班次更低至只有6人次。在《2016－2017年度巴士路線計劃》中，新巴及運輸署指出此路線全日平均載客率僅為35%，使用量一直偏低，尤其在非上課日，15:15由摩星嶺開出班次經常出現全程空載的情況。翌年的《2017－2018年度巴士路線計劃》中，此路線平均載客率亦只有約10%，當中16:15由摩星嶺開出之班次乘客量經常低於50%，而07:45及15:15由摩星嶺開出的班次亦只錄得8名及2名乘客乘搭。

### 書籍
- 容偉釗. . BSI HOBBIES(HK). 2010: 41. ISBN 9628414666 （中文（香港））.

### 其他參考資料
1. 1 2 3 4 5  . 城巴有限公司.   [2024-08-19]. （原始内容存档于2024-07-13） （中文（香港））.
2. 1 2 3 4 5  . 城巴有限公司.   [2024-08-19]. （原始内容存档于2024-08-22） （中文（香港））.
3. ↑  . 中西區區議會秘書處: 第21(b)段. 2016-04  [2024-08-27]. （原始内容存档于2024-08-27） （中文（香港））.
4. 1 2   (PDF). 南區區議會秘書處. 2017-05  [2024-08-27]. （原始内容存档 (PDF)于2024-08-27） （中文（香港））.
5. ↑  . The Hong Kong Telegraph. 1926-04-10: 2  [2024-08-19]. （原始内容存档于2024-08-22） （英语）.
6. ↑  . South China Morning Post. 1926-04-22 （英语）.
7. ↑  . South China Morning Post. 1926-04-23 （英语）.
8. ↑  . Government Notification - No. 319，the Hongkong Government Gazette (Supplement). 1932-09-02 （英语）.
9. ↑  . Government Notification - No. 10，the Hongkong Government Gazette (Supplement). 1933-01-13 （英语）.
10. ↑  . The China Mail. 1933-06-12: 4  [2024-08-19]. （原始内容存档于2024-08-21） （英语）.
11. ↑  . 工商日報. 1935-03-24: 11  [2024-08-19]. （原始内容存档于2024-08-21） （英语）.
12. ↑  鄭寶鴻. . 香港大學美術博物館. 2006. ISBN 9628038656 （中文（香港））.
13. ↑  . 工商日報: 6. 1950-12-01  [2024-08-19]. （原始内容存档于2024-08-21） （中文（香港））.
14. ↑  . 工商日報: 6. 1953-02-11  [2024-08-26]. （原始内容存档于2024-08-26） （中文（香港））.
15. ↑  . 華僑日報: 5. 1953-02-10  [2024-08-26]. （原始内容存档于2024-08-26） （中文（香港））.
16. ↑  . 大公報: 4. 1953-12-11  [2024-08-19]. （原始内容存档于2024-08-21） （中文（香港））.
17. ↑  . 華僑日報: 13. 1959-09-15  [2024-08-19]. （原始内容存档于2024-08-21） （中文（香港））.
18. ↑  . 華僑日報: 5. 1968-04-16  [2024-08-19]. （原始内容存档于2024-08-21） （中文（香港））.
19. ↑  . 大公報. 1972-09-11  [2022-10-24]. （原始内容存档于2022-10-24） （中文（香港））.
20. ↑  . 大公報: 5. 1974-08-23  [2024-08-19]. （原始内容存档于2024-08-21） （中文（香港））.
21. ↑  . 大公報: 5. 1981-10-22  [2024-08-19]. （原始内容存档于2024-08-21） （中文（香港））.
22. ↑  . 華僑日報: 8. 1986-01-25  [2024-08-19]. （原始内容存档于2024-08-21） （中文（香港））.
23. 1 2  容 2010，第41頁.
24. ↑   (报告) 136–49. 1994-12-09. 4706 （英语）.
25. ↑   (新闻稿). 香港政府新聞公報. 1995-05-08 （中文（香港））.
26. ↑  . 明報. 1998-02-18  [2023-03-04]. （原始内容存档于2016-04-09） （中文（香港））.
27. ↑   (新闻稿). 香港特別行政區政府新聞公報. 1998-08-27  [2024-08-19]. （原始内容存档于2021-05-15） （中文（香港））.
28. ↑   (新闻稿). 新世界第一巴士服務有限公司. 2002-03-15  [2024-08-19]. 原始内容存档于2004-06-05 （中文（香港））.
29. ↑  . 運輸署. 2010-09-21  [2024-08-19]. 原始内容存档于2010-09-27 （中文（香港））.
30. 1 2  運輸署.  (PDF). 中西區區議會交通及運輸委員會文件第3/2011號: 附件10. 2011-03  [2024-08-19]. （原始内容存档 (PDF)于2022-10-31） （中文（香港））.
31. ↑  . 運輸署. 2011-06-24  [2024-08-19]. （原始内容存档于2024-08-21） （中文（香港））.
32. 1 2  運輸署.  (PDF). 中西區區議會交通及運輸委員會文件第14/2012號: 附件10. 2012-03  [2024-08-19]. （原始内容存档 (PDF)于2024-08-12） （中文（香港））.
33. ↑  . 運輸署. 2012-07-13  [2024-08-19]. （原始内容存档于2023-02-07） （中文（香港））.
34. ↑   (PDF) (新闻稿). 新世界第一巴士服務有限公司. 2012-07-13  [2024-08-19]. （原始内容存档 (PDF)于2024-08-07） （中文（香港））.
35. 1 2  運輸署.  (PDF). 中西區區議會交通及運輸委員會文件第9/2016號: 附件12. 2016-02  [2024-08-19]. （原始内容存档 (PDF)于2024-08-21） （中文（香港））.
36. ↑  運輸署.  (PDF). 中西區區議會交通及運輸委員會文件第45/2016號. 2016-06-28  [2024-08-19]. （原始内容存档 (PDF)于2024-08-12） （中文（香港））.
37. 1 2 3   (PDF). 運輸署: 附件17. 2017-01  [2024-08-19]. （原始内容存档 (PDF)于2023-05-07） （中文（香港））.
38. ↑  運輸署.  (PDF). 中西區區議會交通及運輸委員會文件第5/2017號－跟進事項二. 2017-06-16  [2024-08-19]. （原始内容存档 (PDF)于2023-11-24） （中文（香港））.
39. ↑   (PDF). 新世界第一巴士服務有限公司. 2017-10-04  [2024-08-19]. （原始内容 (PDF)存档于2017-10-04） （中文（香港））.
40. ↑   (PDF) (新闻稿). 城巴有限公司, 新世界第一巴士服務有限公司. 2018-07-27  [2024-08-19]. （原始内容存档 (PDF)于2024-07-17） （中文（香港））.
41. ↑   (PDF). 新世界第一巴士服務有限公司. 2020-07-31  [2024-08-19]. （原始内容存档 (PDF)于2024-08-10） （中文（香港））.
42. ↑   (PDF). 新世界第一巴士服務有限公司. 2020-08-28  [2024-08-19]. （原始内容存档 (PDF)于2024-08-21） （中文（香港））.
43. ↑   (PDF). 新世界第一巴士服務有限公司. 2020-12-13  [2024-08-19]. （原始内容存档 (PDF)于2024-08-21） （中文（香港））.
44. ↑   (PDF). 新世界第一巴士服務有限公司. 2021-01-08  [2024-08-19]. （原始内容存档 (PDF)于2024-08-10） （中文（香港））.
45. ↑   (PDF) (新闻稿). 城巴有限公司, 新世界第一巴士服務有限公司. 2022-01-21  [2024-08-19]. （原始内容存档 (PDF)于2024-08-11） （中文（香港））.
46. ↑   (PDF). 新世界第一巴士服務有限公司. 2022-04-29  [2024-08-19]. （原始内容存档 (PDF)于2024-08-21） （中文（香港））.
47. ↑   (PDF). 新世界第一巴士服務有限公司. 2021-09-30  [2024-08-19]. （原始内容存档 (PDF)于2024-08-10） （中文（香港））.
48. ↑   (PDF) (新闻稿). 匯達交通服務. 2022-07-12  [2023-01-28]. （原始内容存档 (PDF)于2023-04-10） （中文（香港））.
49. ↑   (PDF) (新闻稿). 城巴有限公司. 2023-08-30  [2024-08-21]. （原始内容存档 (PDF)于2024-07-17） （中文（香港））.
50. ↑  . 城巴有限公司.   [2024-08-22]. （原始内容存档于2022-05-14） （中文（香港））.
51. ↑   (PDF). 城巴有限公司.   [2023-07-14]. （原始内容存档 (PDF)于2023-07-01） （中文（香港））.
52. ↑  . 城巴有限公司.   [2024-01-17]. （原始内容存档于2024-01-15） （中文（香港））.
53. ↑  李漢華. . 中華書局（香港）. 2018: 203. ISBN 9789888513529 （中文（香港））.
54. ↑  香港特別行政區政府憲報. . 2023年第132號法律公告: B1914. 2023-10-20  [2024-08-21]. （原始内容存档于2024-08-21） （中文（香港））.